# شوكت شقير
شوكت فؤاد شُقَيْر (21 مايو 1912 - 2 نوفمبر 1982) عسكري لبناني - سوري. ولد في أرصون والتحق زمن الانتداب الفرنسي بالكلية الحربية في دمشق برتبة رقيب، ولما استقلت البلاد تطوع بالجيش اللبناني، وعُيّن في هيئة أركان الحرب. وحصل على الجنسية السورية فعُيّن بالجيش السوري برتبة عقيد من الدرجة الثالثة، ثم كان رئيساً للأركان العامة، وبهذه الصفة ترأس الوفد السوري إلى مؤتمر رؤساء أركان الجيوش العربية. أُحيل على التقاعد عام 1956 فعاد إلى لبنان وشارك في الثورة الشعبية ضد نظام الرئيس كميل شمعون إلى جانب زعيم الشوف آنذاك كمال جنبلاط.

## سيرته
ولد شوكت بن فؤاد بن سلمان بن حسن بن حسين شقير في أرصون في 21 أيار 1912 وبعد أن تابع دراسته الثانوية في المدرسة البطريركية في بيروت سنة 1925 دخل المدرسة العلمانية الفرنسية‌ 1926 ثم المدرسة الحربية لقوات الشرق الخاصة في أيلول 1930 وتخرج فيها ملازماً في أيلول 1932، وتم ترفيعه إلى رتبة ملازم أول سنة 1936، وفي سنة 1942 تم ترفيعه إلى رتبة نقيب، وفي‌ سنة‌ 1946 تم ترفيعه إلى رتبة مقدم في الجيش اللبناني بعد حلّ قوات الشرق الخاصة وانفصال الجيش السوري واللبناني بسبب استقلال البلدين.

وفي حزيران سنة 1949 استقال من الجيش اللبناني والتحق بالجيش السوري حيث عُيّن رئيساً للغرفة العسكرية في رئاسة‌ الجمهورية، ثم تم ترفيعه إلى رتبة عقيد. وفي سنة 1949 عُيّن معاوناً ثانياً لرئيس الأركان العامة في الجيش السوري. وفي سنة‌ 1959 عُيُن قائداً للواء المشاة الرابع.
وفي سنة 1953 تم ترفيعه إلى رتبة زعيم رئيساً للأركان العامة للجيش السوري حيث بقي حتى 8 تموز 1956 تاريخ إحالته على التقاعد بناء على طلبه.

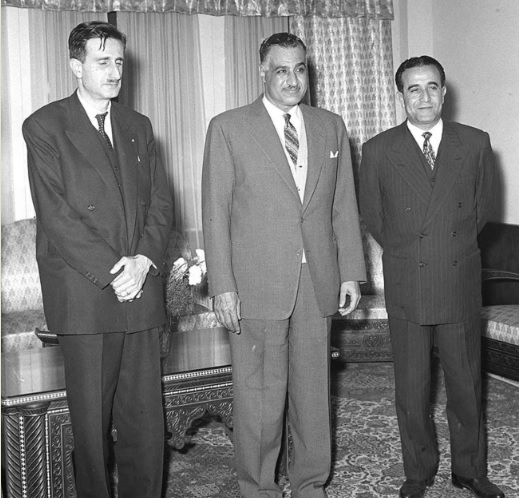
الرئيس جمال عبد الناصر يستقبل كمال جنبلاط وشوكت شقير، 1 مارس/ آذار 1961 في دمشق، سوريا.

حضر دورة أركان في فرنسا ما بين سنة 1945-46. وفي تشرين الأول 1947 عِيّن مندوباً للجيش اللبناني في اللجنة العسكرية‌ التابعة لجامعة الدول العربية. وفي أثناء توليه رئاسة الأركان العامة‌ للجيش السوري أنشأ القيادة المشتركة الميدانية للجيش المصري والسوري والتي كانت مقدمة للوحدة التي قامت فطها بعد بين البلدين.

### مناصب
إلى جانب المهام العسكرية التي قام بها في لبنان وسوريا له مناصب ومواقف تالية:
- تولّی منصب رئيس الأركان لجيش الإنقاذ الذي أسهم في تنظيمه، وقاده طه الهاشمي ثم فوزي القاوقجي وخاض عدة معارك في فلسطين أخصها القادسية والجبل.
- أسهم في إنشاء القيادة الميدانية المشتركة بين الجيش المصري والسوري مقدمة للوحدة التي جرت بين البلدين.
- كان شوكت بك في مقدمة الرجال السوريين الذين حالوا دون انضمام سوريا إلى حلف بغداد.
- قاد انقلاباً ناجحاً في الشام وسلم الرئاسة إلى مدنيّ واستقال عائداً إلى لبنان .
- كان القائد الأعلى للقوات المسلحة في ثورة 1958 والاحتجاجات السورية 1953–1954.[1]

## حياته الشخصية
تزوج شوكت شقير من السيدة الدمشقية قمر وفائي، وابنهما هو أيمن نائب في البرلمان اللبناني.

## وفاته
توفي شوكت شقير في بيروت يوم الثلاثاء 2 تشرين الثاني‌ 1982 وبسبب الأحداث الدامية التي كانت جارية في المتن وقت وفاته، دفن مؤقتاً في تربة الدروز، ثم نقلت رفاته إلى مسقط رأسه أرصون يوم الأحد 4 تشرين الثاني 1984 في احتفال شعبي حافل. وفي أرصون أقيمت له حفلة تأبينية حضرها مصطفى طلاس ووليد جنبلاط وعدد من ضباط الجيش والوفود الشعبية.

## الأوسمة
أحرز شوكت شقير عدداً كبيراً من الأوسمة أهمها وسام الحرب ذو السعف من لبنان، ووسام الاستحقاق السوري من الدرجة الممتازة، وسام الجمهورية من الطبقة الأولی من مصر، ووسام الكوكب الأردني من الدرجة الأولی.